# Alain Baudson
Alain Baudson, né le 8 novembre 1963 à Sommethonne (province du Luxembourg), est un artiste, aquarelliste et bédéiste belge.

## Biographie

### Jeunesse et formation
Alain Baudson naît le 8 novembre 1963 à Sommethonne dans la vallée de la Thonne en Gaume. Il y passe son enfance et découvre la nature et ses charmes. Pour lui l'aventure, c'est de franchir la frontière à bicyclette à cause des douaniers. Il dessine depuis toujours. Il est ébéniste de formation et de profession. Il suit des cours du soir de dessin à l'athénée royal de Virton. Il déclare : « Mon métier m’a bien sûr aidé quant aux valeurs, aux ombres et à la rigueur du trait. »

### Aquarelliste
C'est en autodidacte qu'il se lance dans l'aquarelle en 1987. Puis, il suit des cours chez l'aquarelliste Pierre Chariot en 1991. Depuis, la technique et le style figuratif se sont affirmés. Baudson est très inspiré par le patrimoine en général « surtout par ce qui a un côté nostalgique : les vieilles maisons, le patrimoine des régions… Si je vois une vieille bâtisse ou un vieux moulin lorsque je me déplace en voiture, je vais d’office m’arrêter et j’en ferai un croquis et peut-être même un tableau par après. ». Mais les éléments récurrents sur ses peintures, ce sont les églises car, pour l’artiste, « l’église, c’est le village. Impossible de peindre un village sans elle. ». 
À l'occasion de l'exposition à Galerie de la Glycine à Vresse-sur-Semois en novembre 2011, le commissaire général au tourisme Jean-Pierre Lambot souligne un travail d'une très grande qualité : « un travail minutieux et extrêmement précis ». Sa région natale l'inspire. Il s’y promène souvent, un carnet de croquis à la main, en quête de nouveaux sujets. Il peint des paysages de la Gaume et de Bretagne, où il expose en permanence en galerie dans le Finistère et dans les Côtes d'Armor. En 2012, le journaliste Jean-Luc Bodeux du journal Le Soir a un coup de cœur pour l'exposition des peintres paysagistes de Gaume tenue à l'hôtel de ville de Virton où il remarque les aquarelles et acryliques de Baudson dans deux styles très différents. En 2017, Baudson se lance dans la peinture acrylique sur support de cartes topographiques avec deux sujets de prédilection : les marines — à l’origine du concept — et les endroits typiques de la Lorraine gaumaise. 
Baudson aime aussi transmettre et partager son art. Il organise régulièrement des cours et des stages dans son atelier L'Ocre bleue à Avioth,,. 

### Dessinateur
En 2009, sur un scénario de l'écrivain Claude Raucy, il dessine la bande dessinée Les Aventures du Djean d'Mâdy en Gaume et il réalise la mise en couleur à l'acrylique. L'album qui est centré sur le personnage emblématique du folklore gaumais, est publié par la Maison du tourisme de Gaume. Un an plus tard, il sort un ensemble de seize nouvelles cartes postales consacrées au Djean d'Mâdy.
Comme bédéiste, il participe à l'exposition collective et itinérante Ebullitions en compagnie de Didot, Pierre-Emmanuel Paulis, Stédo, Étienne Willem et la Hesse et Frémok au palais abbatial de Saint-Hubert du 18 juillet au 13 septembre 2009.
En tant que dessinateur, il s'adonne à l'urban sketching. Il est considéré comme un maître par Anne Rose Oosterbaan de l'association néerlandaise de la discipline.

### Vie privée
Il demeure à Meix-devant-Virton en 2019.

## Œuvre

### Expositions

#### Expositions individuelles
- Galerie de la Glycine[4], Vresse-sur-Semois, novembre 2011 ;
- toiles peintes[17], maison du tourisme du pays de la Semois entre Ardenne et Gaume et le Centre d'interprétation du paysage de la Lorraine gaumaise, Florenville du 25 avril au 5 juin 2014 ;
- Exposition permanente, acryliques[18], la Grange d'Avioth en juin 2018 ;
- aquarelles et peintures à la Maison de la pointe de l’Île-Tudy, septembre 2024[3].

#### Expositions collectives
- De toutes les couleurs[19], Musée gaumais de Virton, 2009 ;
- 27e édition de Meix'Art[20], Meix-devant-Virton, du 13 au 22 août 2011 ;
- 30e édition de Meix'Art[21], Meix-devant-Virton, du 15 au 22 août 2014 ;
- 31e édition de Meix'Art[22], Meix-devant-Virton, du 15 au 23 août 2015 ;
- Œuvre[23], hôtel de ville de Virton, du 7 au 15 décembre 2019 ;
- 36e édition de Meix'Art[24], Meix-devant-Virton, du 15 au 25 août 2020 ;
- Salon Stabul'Art[25] à Étalle, avril 2023 ;
- Gérard Gribaumont et Alain Baudson peintres[26], La petite galerie, Honfleur, du 2 juin au 6 juillet 2023.

### Albums de bande dessinée
- Les Aventures du Djean d'Mâdy en Gaume[27], Maison du tourisme de Gaume, Virton, juin 2009
Scénario : Claude Raucy - Dessin et couleurs : Alain Baudson — (OCLC 1400884543)

#### Livres
: document utilisé comme source pour la rédaction de cet article.
- Frédéric Philipin et Philippe Greisch, Ébullitions 9 créateurs BD de la province de Luxembourg : Alain Baudson, Didot, La Hesse et Frémok, Palix, Pierre-Emmanuel Paulis, Rafagé, Jean-Claude Servais, Stédo, Étienne Willem, Province de Luxembourg, Service provincial de la Diffusion et de l’Animation culturelles, 2010, 50 p., ill. ; 30 cm (présentation en ligne).

#### Articles
- Alain Baudson (interviewé par Zapf Dingbats), « De la Gaume à l'océan ! », L'Avenir,‎ 17 juillet 2019 (lire en ligne , consulté le 7 janvier 2025).